# Our Flag Means Death
Our Flag Means Death (en español, Nuestra bandera significa muerte) es una serie de comedia romántica histórica de 2022. Creada por David Jenkins, fue estrenada el 3 de marzo de 2022 en la plataforma Max. El 1 de junio de 2022, Max anunció que la serie tendría una segunda temporada, que fue estrenada el 5 de octubre de 2023. El 9 de enero de 2024, tras el final de la segunda temporada fue cancelada por Max. 

## Premisa
La serie está basada libremente en la vida de Stede Bonnet. En 1717, el capitán Bonnet es un aristócrata que abandona su cómoda vida y su familia para demostrar su valía como pirata durante la Edad de oro de la piratería, a pesar de no tener ninguna aptitud para el papel.
Navegando a bordo de su barco, el Revenge, el capitán Bonnet y su disfuncional tripulación luchan por sobrevivir frente a las mortales amenazas de los buques de guerra de la Armada y de otros sanguinarios piratas.

## Reparto

### Principal
- Rhys Darby como Stede Bonnet, capitán del Revenge (Venganza) y autoproclamado "Caballero pirata".
- Taika Waititi como Edward Teach, también conocido como Barbanegra, un pirata legendario.
- Ewen Bremner como Buttons, un experimentado pirata en la Venganza a quien Stede a menudo llama para pedir consejo.
- Joel Fry como Frenchie, un tripulante en la Venganza que a menudo canta las aventuras de la tripulación.
- Samson Kayo como Oluwande, un tripulante de la Venganza que simpatiza con Stede y trata de mantenerle fuera de peligro.
- Matthew Maher como Black Pete, un irritable pirata a bordo de la Venganza que afirma haber sido tripulante de Barbanegra.
- Vico Ortiz como Bonifacia Jiménez/Jim, una persona muy hábil en el combate en busca y captura con recompensa por matar a uno de los maridos de Jackie, una líder pirata. Con la ayuda de Oluwande, se unen a la tripulación de la Venganza y adopta el nombre de "Jim" el pirata.
- Kristian Nairn como Wee John Feeney, un tripulante de la Venganza obsesionado con el fuego.
- Nathan Foad como Lucius, un escribano en la Venganza con la función de  mantener un registro de sus aventuras.
- David Fane como Fang, un tripulante en la Venganza.
- Con O'Neill como Izzy Hands, el despiadado primer oficial de Barbanegra. (temporadas 1-2)
- Rory Kinnear como Capitán Nigel Badminton, un capitán naval británico que acosaba a Stede cuando ambos eran niños. Kinnear también hace el papel del hermano de Nigel, Chauncey Badminton. (temporada 1)
- Guz Khan como Ivan, un tripulante de la Venganza. (temporada 1)
- Samba Schutte como Roach, el cocinero del barco la Venganza. (temporada 2, recurrente 1)

### Recurrente
- Nat Faxon como El Sueco, un tripulante de la Venganza.
- Leslie Jones como Jackie "la española", una feroz y temida capitana pirata con 19 maridos.
- Fred Armisen como Geraldo, camarero en la República de los Piratas y uno de los maridos de Jackie. (temporada 1)
- Claudia O'Doherty como Mary Bonnet, mujer de Stede. (temporada 1)
- Boris McGiver como Mr. Bonnet, el padre emocionalmente abusivo de Stede Bonnet. (temporada 1)
- Kristen Schaal como Antoinette. (temporada 1)
- Nick Kroll como Gabriel. (temporada 1)
- Will Arnett como Jack Rackham. (temporada 1)
- Madeleine Sami como Archie, una tripulante del Venganza. (temporada 2)
- Ruibo Qian como Zheng Yi Sao, la reina pirata de China y capitana de un barco exclusivamente femenino, el Bandera Roja, que inicialmente se hace pasar por Susan, una vendedora de sopa. (temporada 2)
- Anapela Polataivao como Auntie, el primer oficial y navegante de la tripulación de Zheng Yi Sao. (temporada 2)
- Erroll Shand como Richard "Ricky" Banes, un miembro de la nobleza menor que se inspiró en Stede para abrazar el estilo de vida pirata, pero luego lidera una campaña antipiratería. (temporada 2)

## Episodios
| Temporada | Temporada | Episodios | Episodios | Emisión original     | Emisión original      |
| Temporada | Temporada | Episodios | Episodios | Primera emisión      | Última emisión        |
| --------- | --------- | --------- | --------- | -------------------- | --------------------- |
|           | 1         | 10        | 10        | 3 de marzo de 2022   | 24 de marzo de 2022   |
|           | 2         | 8         | 8         | 5 de octubre de 2023 | 26 de octubre de 2023 |

### Temporada 1 (2022)
| N.º en serie | N.º en temp. | Título                                                                 | Dirigido por    | Escrito por                 | Fecha de emisión original |
| --- | ------------ | ---------------------------------------------------------------------- | --------------- | --------------------------- | ------------------------- |
| 1 | 1            | «Pilot» «Piloto»                                                       | Taika Waititi   | David Jenkins               | 03 de marzo de 2022       |
| Stede Bonnet, un aristócrata inglés deseoso de demostrar que puede alcanzar una gran riqueza y fama por sí mismo, abandona a su familia y gasta su fortuna construyendo un barco, el Revenge, equipándolo con todo tipo de lujos, y contratando a una experimentada tripulación, declarando que ahora es un capitán pirata. Pasan varios meses y la tripulación, aburrida e irritada por los modales gentiles de Stede y su falta de experiencia en la piratería, amenaza con amotinarse y matarlo. Para salvarse, Stede encuentra un barco para que lo saqueen. El barco resulta ser un buque de guerra de la Armada Real capitaneado por el matón de la infancia de Stede, Nigel Badminton. Stede invita a Nigel y a sus oficiales a bordo, fingiendo que él y su tripulación son aristócratas. Nigel se burla de Stede y le llama patético; Stede, furioso, le golpea en la cabeza, haciendo que se apuñale accidentalmente en el ojo con su espada. Los piratas se rebelan y toman a los oficiales como rehenes, escapando antes de que la tripulación de Badminton se dé cuenta de lo ocurrido. Los hombres de Stede cancelan el motín, pensando que su capitán no tardará en morir.                                                                      |              |                                                                        |                 |                             |                           |
| 2 | 2            | «A Dammed Man» «Un hombre maldito»                                     | Nacho Vigalondo | David Jenkins               | 03 de marzo de 2022       |
| Tras encallar accidentalmente su barco en una isla, Stede ordena a su tripulación que se tome unas "vacaciones" para poder recuperar fuerzas. Los rehenes consiguen huir a la selva de la isla, y Stede, Black Pete y Oluwande van a recuperarlos. Mientras camina por la playa, Lucius descubre que su compañero "Jim" es en realidad una mujer disfrazada. A duras penas consigue huir antes de que Jim pueda matarlo. Stede, sus hombres y los rehenes son capturados por los nativos de la isla, que los llevan a juicio. Stede, atormentado por visiones de un Badminton moribundo, se derrumba y confiesa el asesinato; un anciano de la tribu le aconseja que su miedo puede provenir de algo más profundo. Los hombres son liberados, pero se enteran de que sus rehenes han sido vendidos a otros tres piratas. Stede improvisa un plan para pillar a los piratas con la guardia baja y acepta intercambiar uno de los rehenes a cambio del otro. Mientras la tripulación zarpa, hace las paces con la muerte de Badminton. Lucius es emboscado por Jim, que lo deja inconsciente. Los piratas siguen en secreto al Revenge bajo las órdenes de su capitán, Barbanegra.                                                                               |              |                                                                        |                 |                             |                           |
| 3 | 3            | «A Gentleman Pirat» «Un caballero pirata»                              | Nacho Vigalondo | Adam Stein                  | 03 de marzo de 2022       |
| Stede se entera de la existencia de la "República de los Piratas", un refugio para criminales en el que espera vender a su cautivo restante y presentarse como el recién acuñado "Caballero Pirata". A bordo de su barco, Blackboard ordena a su primer oficial Izzy Hands que se acerque a Stede y le pida una reunión. Jim y Oluwande llevan a Stede a una taberna regentada por la española Jackie, que busca la cabeza de Jim por haber matado a su antiguo marido. Cuando Izzy encuentra a Stede, éste se desentiende bruscamente diciendo que su jefe puede "chupar huevos en el infierno". Se produce una pelea sobre quién comprará al cautivo, y Jackie echa a Stede de su taberna. Para agradecer a Jim que le haya perdonado la vida, Lucio le roba a Jackie su daga de la suerte. Geraldo, el tabernero de Jackie, engaña a Estedón para que suba a un barco de la armada española, donde es apuñalado y condenado a muerte por piratería, mientras que Jim es expuesto como mujer. Stede está a punto de ser ahorcado cuando el barco es atacado por otra tripulación de piratas. Abatido antes de morir estrangulado, Stede abre los ojos para ver a Barbanegra de pie sobre él.                                                                 |              |                                                                        |                 |                             |                           |
| 4 | 4            | «Disconfort in a Married State» «Malestar en el estado de casamiento»  | Nacho Vigalondo | Eliza Jiménez Cossio        | 10 de marzo de 2022       |
| Barbanegra e Izzy toman el mando del Revenge, mientras que Stede se recupera lentamente de sus heridas; los flashbacks revelan su descontento por haber sido obligado a casarse en contra de sus deseos, lo que culmina en su huida para convertirse en pirata después de desear su propiedad a su esposa. A continuación, tiene una pesadilla en la que su esposa y su padre se burlan de él por considerarlo un cobarde y su propia hija lo condena a muerte. Cuando despierta, Barbanegra le saluda. El pirata confiesa que se ha cansado de su vida ya que nadie se atreve a desafiarle. Él y Stede deciden cambiar de vida por un día. Esto resulta ser la gota que colma el vaso para Izzy, que llama airadamente a Barbanegra "imbécil" y "cáscara" de lo que fue. Con los barcos de guerra españoles acercándose a ellos, el plan de Barbanegra de usar la cobertura de la niebla para escapar se arruina al no poder determinar con precisión qué día es. Entonces, él y Stede idean un nuevo plan: utilizando un espejo y una linterna como faro falso, engañan a los españoles el tiempo suficiente para escapar. Barbanegra convence a Stede para que le enseñe a ser un aristócrata, aparentemente planeando traicionarle y robarle su identidad. |              |                                                                        |                 |                             |                           |
| 5 | 5            | «The Best Revenge is Dressing Well» «La mejor venganza es vestir bien» | Fernando Frías  | John Mahone                 | 10 de marzo de 2022       |
| La tripulación del Revenge se encuentra con otro navío. Ed (Barbanegra) explica que subirán a bordo y desatarán el caos. Stede está feliz que entrenarse con la tripulación de Barbanegra y de aprender sobre la piratería y le enseña a Barbanegra sobre la alta sociedad. Juntos van a una fiesta elegante en otro barco junto con miembros de la tripulación. Al principio, Barbanegra se siente cómodo, pero luego miembros de la alta sociedad lo atacan con comentarios pasivo agresivos. Algunos miembros de la tripulación del Revenge engañan a los invitados de la alta sociedad. Izzy intenta avergonzar a Lucius. Al final del episodio el hermano mellizo de Badminton convence a la marina inglesa de perseguir a Stede para vengar la muerte de su hermano. |              |                                                                        |                 |                             |                           |
| 6 | 6            | «The Art of Fuckery» «El arte de fastidiar»                            | Fernando Frías  | Simone Nathan               | 10 de marzo de 2022       |
| La tripulación cuenta historias de miedro. Barbanegra cuenta cómo el Kraken asesinó a su padre y le enseña a la tripulación cómo producir miedo. Izzy presiona a Barbanegra a robar la identidad de Stede. Lucius desarrolla una infección en su dedo mientras Stede y el resto de la tripulación planea un truco con las técnicas de Barbanegra y lo ponen en práctica. Barbanegra intenta asesinar a Stede, pero cuando El Sueco canta sobre la llegada del Kraken, Barbanegra se ve afectado y escapa. Más tarde, admite a Stede que él mismo asesinó a su padre y, por lo tanto, es el Kraken. También confiesa su plan de robar la identidad de Stede y desiste de hacerlo. Izzy desafía a Stede a un duelo en el que el perdedor sería desterrado del barco. Izzy apuñala a Stede, pero esquiva sus órganos vitales, haciendo que pierda el duelo. Black Pete le hace un dedo de madera a Lucius, Izzy es desterrado y hace una propuesta a Jackie "la española". |              |                                                                        |                 |                             |                           |
| 7 | 7            | «This Is Happenning» «Esto va a pasar»                                 | Fernando Frías  | Zayre Ferrer                | 17 de marzo de 2022       |
| Una oportunidad para la aventura llega cuando la tripulación debe ir a tierra a buscar naranjas para curar el escorbuto del Sueco. Stede va en busca de tesoro junto con Barbanegra y Lucius, mientras el resto de los piratas buscan naranjas. Arriban a una iglesia donde encuentran a una monja, Nana, y se descubre que Jim había estado bajo su cuidado luego del asesinato de su padre. Nana le había enseñado a usar los cuchillos para vengar la muerte de la familia Jiménez a manos de una pandilla de mercenarios. Mientras tanto, en la búsqueda del tesoro, Stede intenta que todos se diviertan a pesar de la desconfianza de sus compañeros. Stede y Barbanegra tienen una conversación frente al fogón y Lucius nota que Stede está enamorándose. Enfrenta a Barbanegra y lo insta a divertirse para hacer sentir bien a Stede. Luego de que el mapa se prendiera fuego, continúan buscando tesoros juntos hasta encontrar una naranja petrificada bajo el árbol de la familia Jimenez. Jim no regresa al barco para finalizar su venganza. Al final del episodio, el hermano de Badminton se encuentra con Jackie, y junto con Izzy, planean cómo deshacerse de Stede Bonnet.                                                                 |              |                                                                        |                 |                             |                           |
| 8 | 8            | «We Gull Way Back» «El camino de regreso»                              | Bert & Bertie   | Alyssa Lane & Alex Sherman  | 17 de marzo de 2022       |
| Jim se quedó en San Agustín y Oluwande está triste de estar solo. Mientras El Sueco se estaba haciendo un baño de luna, aparece Calico Jack, un viejo amigo de Barbanegra. Rápidamente comienzan a generar caos juntos, destruyendo la pacífica atmósfera del Revenge. Calico Jack admite que su tripulación se amotinó contra él y se muestra muy afligido. Para hacerlo sentir mejor, la tripulación lo lleva a la Cala del Muerto, pero al llegar, Calico Jack confronta a Stede e insinúa sobre su antigua relación con Barbanegra. Borracho y con un látigo, Calico Jack mata a Karl, la gaviota amiga del Sueco. Stede echa a Calico Jack del barco, pero Barbanegra decide acompañarlo y abandonan juntos el barco hacia una isla. Una vez allí, Calico Jack admite a Barbanegra que había sido enviado allí por Izzy para salvarlo de los ingleses, que se encontraban en camino para llevarse a Stede. Barbanegra regresa al Revenge y la tripulación se rinde ante la flota inglesa. Mientras tanto, Jim extorsiona a Jackie para obtener información sobre los Siete Gallos, pero Jackie asesina a Geraldo. |              |                                                                        |                 |                             |                           |
| 9 | 9            | «Act of Grace» «Acto de gracia»                                        | Bert & Bertie   | David Jenkins & Yvonne Zima | 24 de marzo de 2022       |
| El Revenge ha sido capturado por los ingleses. A pesar de los intentos de la tripulación, Stede confiesa haber asesinado a Nigel Badminton y es puesto frente a un tribunal. Barbanegra pide un Acto de Gracia, una proclamación del Jorge I de Gran Bretaña que garantizaba amnistía a cualquier pirata que abanonara el crimen y jurara lealtad al rey. Luego de probar que es un pirata, Stede y Barbanegra son otorgados el Acto de Gracia y son enviados a una academia de corsarios, donde Stede descubre que había sido declarado muerto. Stede quiere escapar, pero Barbanegra se siente cómodo con su destino. Finalmente, se besan y planean escaparse a China juntos con nuevas identidades. Acuerdan encontrarse al amanecer, pero Chauncy descubre a Stede y lo amenaza con una pistola. Sin embargo, Chauncy tropieza y muere. Stede escapa y Barbanegra lo espera en la playa pero, al ver que no regresa, escapa solo en un bote. Mientras tanto, la tripulación del Revenge tiene a Izzy como capitán. Juntos se amotinan contra él y nombran capitán a Oluwande. Barbanegra regresa solo al Revenge y salva a Izzy de ser arrojado al mar. Al final del episodio, Stede regresa a casa con su familia.                                       |              |                                                                        |                 |                             |                           |
| 10 | 10           | «Wherever You Go, There You Are» «Donde quiera que vayas, ahí estarás» | Andrew DeYoung  | David Jenkins               | 24 de marzo de 2022       |
| Stede ha regresado a casa, pero encuentra que su esposa Mary ha continuado su vida sin él - disfrutaba de ser viuda, comenzó una carrera como artista y tiene un amante, Doug. Stede tiene dificultades para adaptarse, se emborracha al ir a la exhibición de arte de Mary y casi asesina a Doug. Por la noche, Mary intenta matar a Stede, pero él se despierta y hablan sobre lo infelices que son juntos. Mary le cuenta a Stede que ama a Doug y Stede descubre que es el mismo sentimiento que tiene por Barbanegra. Juntos, Stede y Mary organizan una muerte flasa para Stede, que luego escapa con un bote hacia el Revenge, pero encuentra a su tripulación abandonada en una isla. Mientras tanto, Barbanegra está en el Revenge con el corazón roto. Barbanegra propone hacer un show de talentos con la tripulación, pero Izzy lo enfrenta diciendo que ya no es Barbanegra. Barbanegra arroja a Lucius al mar y se apropia del nombre Kraken. Obliga a Izzy a comer su propio dedo, abandona a la tripulación en una isla desierta - con excepción de Jim y Frenchie - y escapa con el Revenge. |              |                                                                        |                 |                             |                           |

### Temporada 2 (2023)
| N.º en serie | N.º en temp. | Título                                                                | Dirigido por   | Escrito por                               | Fecha de emisión original |
| ------------ | ------------ | --------------------------------------------------------------------- | -------------- | ----------------------------------------- | ------------------------- |
| 11           | 1            | «Impossible Birds» «Pájaros imposibles»                               | David Jenkins  | David Jenkins, Alyssa Lane y Alex Sherman | 05 de octubre de 2023     |
| 12           | 2            | «Red Flags» «Bandera roja»                                            | David Jenkins  | Adam Stein                                | 05 de octubre de 2023     |
| 13           | 3            | «The Innkeeper» «El posadero»                                         | David Jenkins  | Alyssa Lane y Alex Sherman                | 05 de octubre de 2023     |
| 14           | 4            | «Fun and Games» «Jueguecitos»                                         | Andrew DeYoung | David Jenkins y Eliza Jiménez Cossio      | 12 de octubre de 2023     |
| 15           | 5            | «The Curse of the Seafaring Life» «La maldición de la vida en el mar» | Andrew DeYoung | John Mahone y Simone Nathan               | 12 de octubre de 2023     |
| 16           | 6            | «Calypso's Birthday» «El cumpleaños de Calipso»                       | Fernando Frías | Zayre Ferrer                              | 19 de octubre de 2023     |
| 17           | 7            | «Man on Fire» «Hombre en racha»                                       | Fernando Frías | Jes Tom y Natalie Torres                  | 19 de octubre de 2023     |
| 18           | 8            | «Mermen» «Sirenos»                                                    | Fernando Frías | David Jenkins y John Mahone               | 26 de octubre de 2023     |

## Producción
La serie recibió un orden de producción directa de HBO Max en septiembre de 2020. Taika Waititi, el productor ejecutivo, también dirigió el episodio piloto, el cual fue filmado después de que Waititi terminara la producción de la película Thor: Love and Thunder. El creador de serie y productor ejecutivo David Jenkins es también el showrunner. La filmación tuvo lugar entre el 14 junio y el 28 de septiembre de 2021.
En enero de 2021, Rhys Darby fue elegido para protagonizar la serie. Waititi se unió al reparto para interpretar a Barbanegra en abril. En junio, Kristian Nairn, Nathan Foad, Samson Kayo, Rory Kinnear, Con O'Neill y Vico Ortiz se incorporaron al reparto y en julio también se sumaron Ewen Bremner, David Fane, Joel Fry, Guz Khan y Matthew Maher. Leslie Jones, Nat Faxon, Fred Armisen y Samba Schutte se incorporaron en agosto en papeles recurrentes.

## Estreno
La serie debutó en HBO Max el 3 de marzo de 2022.
Además, la serie se estrenará en Sky Comedy en el Reino Unido en la primavera de 2022 como parte de un acuerdo entre Sky y WarnerMedia.

## Recepción
El sitio web de agregación de críticas Rotten Tomatoes informó de un índice de aprobación de la serie del 89% con una calificación media de 7,2/10, basada en 23 reseñas de críticos. El consenso de los críticos del sitio web dice: "La suave sensibilidad de Our Flag Means Death no alcanza el oro de la comedia, pero su desconcertante banda de bucaneros es lo suficientemente entrañable como para que los espectadores que buscan un show reconfortante encuentren un botín abundante". El sitio web Metacritic otorgó a la primera temporada una puntuación media ponderada de 71 sobre 100 basada en 12 opiniones de críticos, lo que indica "críticas generalmente favorables".